# Clathria grisea
Clathria grisea är en svampdjursart som först beskrevs av Jörn Hentschel 1911.  Clathria grisea ingår i släktet Clathria och familjen Microcionidae. Inga underarter finns listade i Catalogue of Life.